# Hyloscirtus sethmacfarlanei
Hyloscirtus sethmacfarlanei — вид жаб родини райкових (Hylidae). Описаний у 2022 році.

## Назва
Вид названо на честь американського актора, режисера та письменника Сета Мак-Фарлейна, який відомий своєї пристрастю до природничих наук.

## Поширення
Ендемік Еквадору. Відомий лише з типового місцеположення в заповіднику Fundación EcoMinga's Machay в горах Серро Майордомо, на висоті 2970 м над рівнем моря. Заповідник розташований у східних Кордильєрах центральних Еквадорських Анд, на північній стороні верхнього вододілу річки Пастаса поблизу південного кордону національного парку Лланганатес в провінції Тунгурауа.

## Опис
Довжина дорослої самиці становить близько 72 мм. Дорослі жаби чорні з характерними помаранчевими або червоними плямами. Молоді жаби яскраво-жовті. Вчені відзначають, що жаба токсична: поводження зі зразками з голою шкірою викликало поколювання, свербіж і біль, які тривали годинами. Вони вважають, що жаба може виділяти хімічну речовину, яка робить її поганою для хижаків або викликає у хижаків нудоту, і що забарвлення може бути апосематичним. Дорослий самець, пуголовок і рекламний крик залишаються невідомими.

## Екологія
Типова місцевість складається з карликового відкритого мохового лісу, вкритого мохоподібними та епіфітами, насиченого вологою. Усі чотири відомі особини цього виду були знайдені на одній вузькій гірській гряді у бромелієвих роду Guzmania, що ростуть на висоті 60–90 см над землею.